# Cuncy-lès-Varzy
Cuncy-lès-Varzy è un comune francese di 153 abitanti situato nel dipartimento della Nièvre nella regione della Borgogna-Franca Contea.

## Società

### Evoluzione demografica
Abitanti censiti